# میهائلا لوگین
میهائلا لوگین (رومانیایی: Mihaela Loghin؛ زادهٔ ۱ ژوئن ۱۹۵۲) پرتاب‌گر وزنه اهل رومانی بود.
وی در مسابقات کشوری و بین‌المللی در مجموع برندهٔ ۲ مدال نقره، ۲ مدال برنز شده‌است.